# Effet Massenerhebung

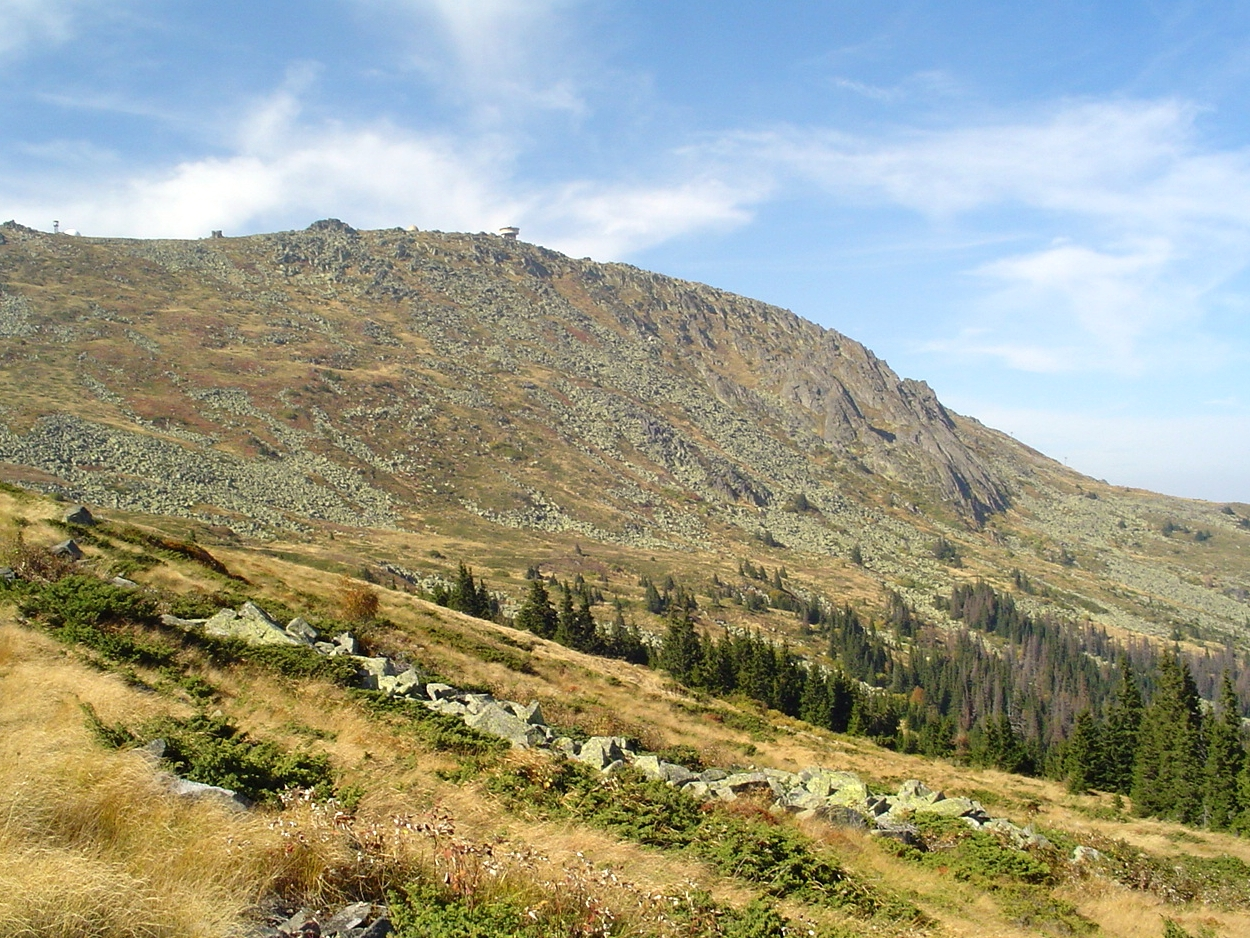
Limite des arbres du Pinus mugo et de l'épicéa commun dans la réserve naturelle bulgare Bistriško branište, sous le Goljam rezen

L'effet Massenerhebung (traduit de l'allemand "élévation des masses montagneuses") désigne la variation de la limite des arbres, basée sur la localisation et la dimension des montagnes.
En général, les chaînes de montagnes auront tendance à avoir une limite des arbres plus haute que les montagnes isolées, car ces dernières retiennent moins bien la chaleur et arrêtent moins bien les vents violents qui soufflent en altitude. Cet effet permet d'expliquer pourquoi certaines régions à des latitudes et altitudes similaires peuvent avoir des climats très différents,.
Par exemple, à Bornéo, le Parc national de Gunung Palung, près de la côte, a une forêt de mousses à 900 m, alors que le biome de montagne commence à 1 200 m au Gunung Mulu et à 1 800 m au Gunung Kinabalu.